# Partido Laborista de Man
El Partido Laborista de Man (manés: Partee Obbraghys Vannin) es un partido político de la Isla de Man.

## Ideología
El partido publicó un manifiesto de políticas en 2021. Propuso aumentar el gasto público en educación a un mínimo del 4% del PIB, manifestó su oposición a la privatización del sector de la salud y apoyó el aumento del salario mínimo legal.

## Resultados electorales
| Elecciones | Votos | Porcentaje | Escaños |
| ---------- | ----- | ---------- | ------- |
| 2001       | 4,261 | 9.1%       | 2/24    |
| 2006       | 2,561 | 5.0%       | 1/24    |
| 2011       | 1,749 | 3.1%       | 1/24    |
| 2016       | 773   | 1.4%       | 0/24    |
| 2021       | 3,006 | 5.1%       | 2/24    |